# Office Kersten Geers David Van Severen
 (juillet 2014).
OFFICE Kersten Geers David Van Severen est une agence bruxelloise fondée en 2002 par l’association des architectes belges Kersten Geers et David Van Severen. L'agence s'est d'abord fait connaitre pour ses travaux théoriques tels que « border garden », « a grammar for the city » (avec DOGMA), « cité de refuge » ou encore « After the party ». 
Depuis la réalisation en 2008 du pavillon belge de la Biennale de Venise d'architecture, l'agence s'est tourné de plus en plus vers les réalisations avec plusieurs projets de logements individuels et collectifs, des bâtiments administratifs, des bâtiments culturels ou encore des halles industrielles. 

## Fondateurs
David Van Severen est né à Gand en 1978. Il a obtenu son diplôme d'architecte à l'université de Gand et à l’Esquela Tecnica Superior de Arquitectura de Madrid. Il est le fils du designer Maarten Van Severen et le petit fils du peintre Dan Van Severen. David Van Severen a enseigné en tant que professeur invité à plusieurs universités européennes et américaines dont l'École nationale supérieure d’architecture de Versailles.
Kersten Geers est né à Gand en 1975. Comme son associé, il a étudie l'architecture à l'université de Gand et à l’école supérieure d’architecture de Madrid. En parallèle avec sa pratique d'architecture, Kersten Geers enseigne à l'École polytechnique fédérale de Lausanne en tant que professeur titulaire au sein de son laboratoire « FORM ». Il a été professeur invité à la Harvard Graduate School of Design, la Graduate School of Architecture, Planning and Preservation de l'université Columbia ainsi que la Yale School of Architecture. Geers est également cofondateur et éditeur de la revue d'architecture San Rocco.

## Architecture
OFFICE Kersten Geers David Van Severen fait partie d'une nouvelle génération d'architectes européens qui voient dans l'architecture un savoir commun de l'économie de moyens. Sans gestes spectaculaires, OFFICE essaie plutôt d'exprimer la générosité incarnée dans la tradition architecturale, vue et utilisée comme une ressource au présent. Le bureau se distingue par sa proximité avec le milieu de l'art contemporain et a collaboré avec des nombreux artistes comme Richard Venlet ou Koenraad Dedobbeleer.

## Principales réalisations
- OFFICE 7 : House extension
- OFFICE 35 : Cité de refuge
- OFFICE 39 : Villa
- OFFICE 45 : XPO
- OFFICE 47 : Computer shop
- OFFICE 50 : After the party
- OFFICE 51 : Villa in Ordos
- OFFICE 56 : Weekend house
- OFFICE 61 : Villa VOKA
- OFFICE 62 : Villa Schor
- OFFICE 76 : Wall
- OFFICE 78 : University library
- OFFICE 90 : Agriculture school
- OFFICE 85 : Garden pavillion (avec Bas Princen)
- OFFICE 117 : Drying hall
- OFFICE 119 : Der Bau
- OFFICE 124 : Oasis
- OFFICE 126 : Dars
- OFFICE 130 : Solo House
- OFFICE 131 : Housing Complex
- OFFICE 133 : Bahrain Pearl Path
- OFFICE 152 : Incubator
- OFFICE 195 : Fashion Store (Paco Rabanne)
- OFFICE 214 : Bookshop Palais de Tokyo

OFFICE Kersten Geers David Van Severen a remporté en 2014 le concours international pour la réalisation du projet de bâtiment de la Radio télévision suisse sur le campus de l’EPFL à Lausanne, en Suisse dont la construction s'achèvera au plus tôt en 2023.

## Sources
- Office Kersten Geers David Van Severen, « 'After the Party', Venice Biennale 2008 », sur architonic.com, 7 octobre 2009 (consulté le 28 mars 2024)
- « Domein Gereserveerd - Mijndomein.nl », sur a10.eu (consulté le 28 mars 2024)
- http://www.bozar.be/dbfiles/webfile/201006/webfile111879.pdf
- http://www.desingel.be/download/35m3_Office-22887.pdf
- « architectes.mypublisher.be/ind… »(Archive.org • Wikiwix • Archive.is • Google • Que faire ?)